# Velm-Götzendorf
Velm-Götzendorf è un comune austriaco di 739 abitanti nel distretto di Gänserndorf, in Bassa Austria. È stato istituito nel 1967 con la fusione dei comuni soppressi di Götzendorf e Velm; capoluogo comunale è Götzendorf.